# Xanthoprepes flavinigra
Xanthoprepes flavinigra là một loài bướm đêm trong họ Geometridae.